# Jean-Yves Welschinger
Jean-Yves Welschinger est un mathématicien français, né le 11 octobre 1974 ; il est directeur de recherche au CNRS, à l'université de Lyon.

## Biographie
Welschinger obtient son doctorat en 2000 à l'université de Strasbourg sous la direction de Viatcheslav Kharlamov (« Courbes algébriques réelles et courbes flexibles sur les surfaces réglées »). De 2001 à 2003, il est agrégé préparateur à l'École normale supérieure de Lyon. En 2003, il devient chargé de recherches au CNRS. Il est professeur invité au Mathematical Sciences Research Institute de Berkeley en 2004 et à l'université Stanford en 2007. En 2008, il passe son habilitation à Lyon (« Invariants entiers en géométrie énumérative réelle »). En 2009, il devient directeur de recherche, rattaché à l'Institut Camille-Jordan de l'université de Lyon.

## Recherche
Welschinger est auteur en 2005 d'un théorème de géométrie énumérative prolongeant les résultats de Chasles sur les coniques. En 1865, celui-ci avait montré que pour cinq coniques planes, il existe 3264 coniques, réelles ou complexes, tangentes à ces cinq coniques. Welschinger s'intéresse aux coniques réelles.
Théorème — Soient 5 ellipses dans un plan, non sécantes ; il existe au moins 32 coniques réelles tangentes à ces cinq ellipses.
Welschinger donne aussi un cas où il n'en existe que 32 effectivement, de sorte que son résultat est optimal. Ce résultat découle de l'introduction d'un nouvel invariant, baptisé depuis invariant de Welschinger, qui est un analogue réel de l'invariant de Gromov-Witten (en).

## Honneurs et récompenses

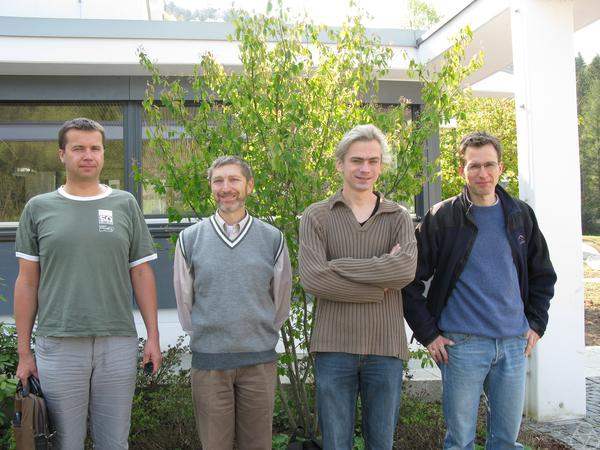
Welschinger et Co.

Les travaux de Welschinger lui valent le prix Ernest-Déchelle en 2008 et une médaille de bronze du CNRS en 2009. Il est conférencier invité au congrès international des mathématiciens de 2010 à Hyderabad. Il est lauréat d'une Starting Grant de l'ERC pour la période 2010-2015.